# إميليو فيدال (لاعب كرة قدم)
اميليو فيدال (8 ديسمبر 1900 سانتاندير إسبانيا - 24 مايو 1968 ساباديل إسبانيا) هو لاعب كرة قدم إسباني سابق كان يلعب كمدافع.